# Shirley Sosa
Shirley Belén Sosa (Córdoba, provincia de Córdoba, Argentina, 8 de enero de 2001) es una futbolista argentina que juega como defensora central en Camioneros de la Primera A de la Liga Cordobesa de Fútbol.
También tuvo un paso por Talleres, donde jugó cuatro años y fue convocada a la Selección Argentina sub-17.

## Trayectoria
Sosa se unió al plantel de Talleres en 2015, aunque desde 2011 ya se formaba en una de las escuelitas del club. Debutó con 14 años en el club y sus buenas actuaciones le valieron la convocatoria a la Selección Argentina sub-17, donde compartió plantel con futbolistas unos años más grandes que ella. Fue parte del equipo protagonista de Las Matadoras en la Liga Cordobesa de Fútbol durante varios años, institución con la que ganó el Torneo Liguilla y logró el subcampeonato en la Final Anual de 2015.
En 2019, partió hacia Camioneros. Tras unos años con el Verde, se retiró y se formó como árbitra, rol que ejerció en partidos de la LCF. Regresó del retiro en 2024 para volver a jugar en el club.

## Clubes
| Club       | País      | Año           |
| ---------- | --------- | ------------- |
| Talleres   | Argentina | 2015-2019     |
| Camioneros | Argentina | 2019-2021     |
| Camioneros | Argentina | 2024-presente |